# Choto Haibor
Choto Haibor è una suddivisione dell'India, classificata come census town, di 5.247 abitanti, situata nel distretto di Nagaon, nello stato federato dell'Assam. In base al numero di abitanti la città rientra nella classe V (da 5.000 a 9.999 persone).

## Società

### Evoluzione demografica
Al censimento del 2001 la popolazione di Choto Haibor assommava a 5.247 persone, delle quali 2.717 maschi e 2.530 femmine. I bambini di età inferiore o uguale ai sei anni assommavano a 676, dei quali 346 maschi e 330 femmine. Infine, coloro che erano in grado di saper almeno leggere e scrivere erano 3.524, dei quali 1.952 maschi e 1.572 femmine.